# Euploea ancile
Euploea ancile är en fjärilsart som beskrevs av Hans Fruhstorfer 1910. Euploea ancile ingår i släktet Euploea och familjen praktfjärilar. Inga underarter finns listade i Catalogue of Life.